# Ana Maria Nascimento e Silva
Ana Maria Nascimento e Silva Anastassiadi (Rio de Janeiro, 12 de abril de 1952 – Rio de Janeiro, 30 de novembro de 2017) foi uma atriz brasileira.

## Biografia
De atriz de cinema, televisão e teatro, Ana Maria Nascimento e Silva passou para a produção cinematográfica. Filha do grego Harry Anastassiadi, ex-presidente da Fox Film para a América Latina, formou-se em história da arte e acumulou vários cursos de extensão na Europa. 
Estreou no cinema em Paraíso no Inferno (1977), longa dirigido pelo ator Joel Barcelos. A partir de então, atuou em uma série de filmes do cinema brasileiro, como Ladrões de cinema (1977), de Fernando Coni Campos, A força de Xangô (1977), de Iberê Cavalcanti, Os trombadinhas (1979), de Anselmo Duarte, Sonho de verão (1990), de Paulo Sérgio Almeida, e A terceira margem do rio (1993), de Nelson Pereira dos Santos, e até internacional, como a produção portuguesa Eternidade.
A partir de Anchieta, José do Brasil (1977), inicou uma sólida relação com o diretor Paulo César Saraceni, com quem se casou. Para ele, produziu Ao sul do meu corpo (1981), Natal da Portela (1988), Bahia de todos os sambas (1996), O viajante (1999) e o documentário Banda de Ipanema - Folia de Albino (2002).
Na década de 1990, foi apresentadora do programa Deles e Delas, da CNT.
Em 2001 foi secretária de cultura da cidade de Duque de Caxias, na Baixada Fluminense, e em 2002 idealizou o Paracine – Festival de Cinema de Paraty. Recentemente, trabalhou como atriz em 2003, no filme O General, o primeiro filme de longa-metragem de Fábio Carvalho, e fez a telenovela Jamais te esquecerei, no SBT.
Ana Maria foi casada com o cineasta Paulo César Saraceni, com quem teve dois filhos e duas netas. Ana Maria morreu em 30 de novembro de 2017, aos 65 anos, vítima de câncer de mama.

## Filmografia

### Televisão
| Ano  | Título                                     | Personagem                          | Notas                          | Emissora          |
| ---- | ------------------------------------------ | ----------------------------------- | ------------------------------ | ----------------- |
| 1977 | Nina                                       | Iracema                             | [ 3 ]                          | Rede Globo        |
| 1979 | Cara a Cara                                | Tatiana                             |                                | Rede Bandeirantes |
| 1982 | Quem Ama Não Mata                          | Sandra Vergueiro                    | (Participação Especial)        | Rede Globo        |
| 1985 | Jogo do Amor                               | Marlene                             |                                | SBT               |
| 1986 | Tudo ou Nada                               | Tereza Buganville                   |                                | Rede Manchete     |
| 1989 | O Cometa                                   | Clara                               |                                | Rede Bandeirantes |
| 1989 | O Salvador da Pátria                       | Vera / Verônica / Valéria / Vitória |                                | Rede Globo        |
| 1990 | Araponga                                   | Celene                              |                                | Rede Globo        |
| 1990 | Gente Fina                                 | Rita                                |                                | Rede Globo        |
| 1994 | Quatro por Quatro                          | Dora                                |                                | Rede Globo        |
| 1995 | Engraçadinha... Seus Amores e Seus Pecados | Dra. Bruma                          | Participação Especial          | Rede Globo        |
| 1996 | Caça Talentos                              | Cecília                             | Episódio: "Casamento pra Você" | Rede Globo        |
| 1997 | Zazá                                       | Hilda                               |                                | Rede Globo        |
| 2003 | Jamais Te Esquecerei                       | Irene Camargo                       |                                | SBT               |

### No cinema
| Ano  | Título                        | Personagem                 |
| ---- | ----------------------------- | -------------------------- |
| 2011 | O Gerente                     | Ex-namorada de Samuel      |
| 2003 | O General                     | —                          |
| 1999 | O Viajante                    | Anita                      |
| 1998 | Bocage, o Triunfo do Amor     | Érato, a musa do poeta     |
| 1995 | Eternidade                    | Elisabeth                  |
| 1994 | A Terceira Margem do Rio      | —                          |
| 1990 | Sonho de Verão                | Ana                        |
| 1990 | Assim na Tela Como no Céu     | Senhorita Watson           |
| 1988 | Natal da Portela              | —                          |
| 1987 | Brasa Adormecida              | Tia Eneida                 |
| 1982 | Ao Sul do Meu Corpo           | Helena                     |
| 1981 | A Mulher Sensual              | Atriz de Cinema            |
| 1979 | Os Trombadinhas               | Arlete                     |
| 1978 | O Bem Dotado - O Homem de Itu | Volga                      |
| 1978 | Desejo Violento               | Tânia                      |
| 1978 | A Força do Sexo               | Laura                      |
| 1977 | Paraíso no Inferno            | Riza                       |
| 1977 | A Força do Xangô              | Matilde de Obá             |
| 1977 | Ladrões de Cinema             | Membro da Equipe Americana |
| 1976 | Marcados para Viver           | —                          |